# Hrastina
Hrastina is een plaats in de gemeente Marija Gorica in de Kroatische provincie Zagreb. De plaats telt 157 inwoners (2001).